# Yumeria
Yumeria (jap. ゆめりあ) ist ein Ren’ai-Adventure von Namco, auf dem eine Anime-Fernsehserie und eine Radioshow basiert.

## Videospiel
Das Videospiel Yumeria wurde von der Firma Namco für die Konsole PlayStation 2 entwickelt.

## Handlung
Mikuri Tomokazu (三栗 智和) lebt bei der jungen Frau Senjō Nanase (千条 七瀬), die ihm seine Familie ersetzt. Er hat an seinem 16. Geburtstag einen merkwürdigen Traum. In einer nichtexistenten Welt sieht er ein junges Mädchen, welches gegen einen ziemlich großen seltsamen Gegner kämpft. In der Traumwelt Moera besitzt Tomikazu eine merkwürdige Kraft, welche er dem jungen Mädchen gibt, mit deren Hilfe sie dann den Gegner zurückschlägt. Jedoch das Beste für ihn, nachdem er aus dem Traum aufgewacht ist, dass er das Mädchen aus dem Traum schlafend neben ihm im Bett findet. Es begleitet ihn zur Schule und trifft dort auch auf eine alte Freundin Mikuris, Agatsuma Mizuki (吾妻 みづき). Diese kennt ihn seit seiner Kindheit. Sie nennen das Mädchen in Begleitung Mikuris Mone (モネ), da sie ständig dieses Wort sagt. Eine weitere von Tomokazus Freundinnen ist Saitō Megumi (斎藤 メグミ).
Jedes Mal, wenn er träumt, befindet er sich wieder in dieser Welt und trifft immer mehr Leute, die er auch aus der realen Welt kennt. So das Mädchen Neneko (ねねこ) mit ihrer Katze. Von einer mysteriösen maskierten Frau erfährt er, dass sie gegen Faydoom kämpfen, und er derjenige ist, der die Mädchen mit Kräften ausstatten kann, um diese Monster zu besiegen.

## Adaptionen

### Anime
2004 produzierte das Studio Deen eine Anime-Fernsehserie mit zwölf Folgen zum Videospiel Yumeria. Dabei führte Keitaro Motonaga Regie. Musikregie führte Kazuhiro Nagaoka, für die Geräusche war Hiromi Kikuta verantwortlich. Die Serie wurde im japanischen Fernsehen auf dem Sender BS Japan vom 8. Januar bis zum 25. März 2004 ausgestrahlt.
Der Anime wurde auf dem Sender The Anime Network auf Englisch ausgestrahlt und von ADV lizenziert. Eine französische Synchronfassung wird von Mabell vertrieben.

#### Synchronisation
| Rolle             | japanischer Synchronsprecher (Seiyū) |
| ----------------- | ------------------------------------ |
| Mizuki Agatsuma   | Masumi Asano                         |
| Nanase Senjō/Silk | Kikuko Inoue                         |
| Mone              | Moyu Arishima                        |
| Tomokazu Mikuri   | Wataru Hatano                        |
| Neneko            | Tamaki Nakanishi                     |

#### Musik
Für den Vorspann der Serie verwandte man den Titel 24 Jikan Aishiteru von Moyu Arishima und Tamaki Nakanishi. Der Abspann wurde unterlegt mit precious treasure von Masumi Asano.

### Manga
Yukimaru Katsura zeichnete zu Yumeria einen gleichnamigen Manga, der im Gekkan Comic Dengeki Daiō veröffentlicht wurde. Am 27. September 2003 erschien dieser als Buchband.
Später folgte ein Sequel Yukimaru Katsura im selben Magazin, das am 26. Juni 2004 als Yumeria ½ Yukimaru Pack (ゆめりあ1/2ゆきまるパック, Yumeria ½ Yukimaru Pakku) als Buchband veröffentlicht wurde.

### Radioshow
Ab dem 30. September 2003 lief bei Bunka Hōsō die Radioshow Yumeria Yume Kibun R-side (ゆめりあ夢気分R-side). Am 2. April 2004 wechselte sie zu BSQR489 und lief dort bis zum September desselben Jahres. Die Personalities (Hosts) waren Moyu Arishima und Tamaki Nakanishi.